# Euselasia attrita
Euselasia attrita är en fjärilsart som beskrevs av Adalbert Seitz 1916. Euselasia attrita ingår i släktet Euselasia och familjen Riodinidae. Inga underarter finns listade i Catalogue of Life.